# صد کیلو داماد
صد کیلو داماد فیلمی به کارگردانی و نویسندگی عباس شباویز محصول سال ۱۳۴۰ است.

## خلاصه داستان
زن و مرد جوانی که چند بار با هم مشاجره داشته اند، سرانجام در یک لحظه ی بحرانی تصمیم به جدایی می گیرند و مرد همسرش را سه طلاقه می کند. پس از مدتی هر دو از این کار پشیمان می شوند، اما برای زندگی مجدد آنها ناچارند یک محلل بگیرند. محلل پس از مدتی حاضر به طلاق دادن زن نمی شود و طی یک سلسله ماجرا، بالاخره این مهم صورت می گیرد و زن و مرد جوان یکبار دیگر با هم ازدواج می کنند.

## بازیگران
- ویدا قهرمانی
- بهروز وثوقی
- همایون
- تقی ظهوری
- غلامحسین بهمنیار
- عزت اله مقبلی
- تاج‌الملوک احمدی
- پرخیده